# Rudi Baerwind
 (décembre 2014).
Si vous disposez d'ouvrages ou d'articles de référence ou si vous connaissez des sites web de qualité traitant du thème abordé ici, merci de compléter l'article en donnant les références utiles à sa vérifiabilité et en les liant à la section « Notes et références ».
Rudi Baerwind, né à Mannheim le 11 février 1910 et mort dans cette même ville le 12 novembre 1982, est un peintre allemand.

## Biographie
Après des études à l'Ècole des beaux-arts de Munich et celle de Berlin, Rudi Baerwind fuit le nazisme pendant les années 1930 et vient étudier à Paris à l'Académie Ranson et à l'Académie Fernand Léger.
Il est interné en France comme allemand au début de la Seconde Guerre mondiale. En 1942, il est arrêté par l'armée allemande, déclaré déserteur et envoyé sur le front russe en 1944 où il est fait prisonnier. Il réussit à s'échapper en se faisant passer pour français en 1945 et est rapatrié sur Paris. 
De retour à Mannheim, Baerwind exécute les décors de Siegfried de Richard Wagner au National Theater de Mannheim.
En 1957, il revient vivre à Paris où le critique Michel Tapié le soutient. Baerwind organise alors des expositions-rencontres d'artistes français et allemands. Il organise également le « Symposium der Kunst » ((fr) « symposium de l'art ») à Mannheim.
Profondément influencé par l'expressionnisme allemand, son travail évolue après une phase surréaliste vers l'informel, puis se rapproche du style international qui l'apparente de fait à Georg Baselitz ou Markus Lüpertz.
En 1972, il reçoit le grand prix international de France. La même année, il expose au Salon des réalités nouvelles à Paris.
Le musée de Mannheim lui organise une rétrospective en 1980.
Rudi Baerwind a écrit son autobiographie : Ich bin ein Maler - und basta ((fr) Je suis un peintre - et basta).

## Iconographie
- Willy Maywald (1907-1985) Portrait de l'artiste et de son modèle à l'atelier de Montparnasse, 1938, Paris, musée Carnavalet